# یک بار دیگر، عزیزم
یک بار دیگر، عزیزم (انگلیسی: Once More, My Darling) فیلمی در ژانر کمدی به کارگردانی رابرت مونتگومری و مایکل گوردون است که در سال ۱۹۴۹ منتشر شد. از بازیگران آن می‌توان به رابرت مونتگومری اشاره کرد.